# Хобгобліни
Гобґобліни або Хобго́бліни (англ. Hobgoblins) або хо́би (англ. Hobs) — в англійському фольклорі домашні духи в подобі потворних карликів. Хобгобліни виконують за людей різну роботу, та на відміну від брауні, дратівливі й шкодять людям, якщо їм не догодити.

## Етимологія
Назва цих істот походить від Hobbe — варіанта імені Роб (англ. Rob) чи Робін, поєднаного з «гоблін» — шкодливий дух. Робін Ґудфеллоу (англ. Robin Goodfellow) — персонаж фольклору германців, ельф. Найраніші вживання слова «хобгоблін» датуються 1520-ми роками у пуританів. Також називалися хобами (англ. hobs) чи лобами (англ. lobs). Хобами часом називають усіх домашніх духів-помічників.

## Образ
Хобгобліни близькі за характером до брауні та паків, але мають мало спільного з гоблінами, попри назву. Ці духи допомагають людям, а збиткуються з них лише тоді, коли розгнівані. Вони збивають молоко, запалюють вогонь та виконують іншу роботу в господарстві. За свою роботу очікують вершків і пиріг. Не люблять котів і собак. Ображений хобгоблін викрадає в хазяїв різні речі. Щоби позбутися хобгобліна, треба подарувати йому одяг, тоді дух піде й більше не повернеться. Та відомі й перекази про небезпечних хобгоблінів. Так, один з них вештався по дорозі між двома селами, поки не був ув'язнений під каменем. Хто сідав на цей камінь, уже не міг з нього встати. Хобгоблінами лякають неслухняних дітей, подібно як слов'яни лякають бабаєм.